# TyhD Thùy Dương
TyhD Thùy Dương (tên thật là Nguyễn Thị Thùy Dương, sinh ngày 23 tháng 12 năm 1990) là một người mẫu chuyên nghiệp, huấn luyện viên chương trình và diễn viên người Việt Nam, được biết đến khi tham dự Vietnam's Next Top Model 2011 và đạt giải Á quân Vietnam's Next Top Model Allstars. Năm 2024, cô là đại diện Việt Nam tại cuộc thi Supertalent of The World 2024 - Hoa Hậu Siêu Tài Năng thế giới sẽ tổ chức tại Seoul, Hàn Quốc vào ngày 30 tháng 5 và lọt top 7 chung cuộc.

## Tiểu sử
Thùy Dương được sinh ra tại Thành phố Hồ Chí Minh nhưng là người gốc Hà Nội. Cô từng là sinh viên thiết kế đồ họa tại trường Arena Multimedia.

## Sự nghiệp

### 2010 - 2016: tham giaVietnam's Next Top Model 2011
Vào tháng 9 năm 2011, Thùy Dương lần đầu tiên xuất hiện trên trang bìa của tạp chí Đẹp số 152. Đây cũng là ảnh bìa đầu tiên trong sự nghiệp của cô. Sau đó, cô thử sức đăng kí dự thi Vietnam's Next Top Model 2011, sở hữu thân hình mảnh mai cô gây ấn tượng với ban giám khảo và lọt vào ngôi nhà chung của cuộc thi, vì không có sự bứt phá nên cô bị loại tại Top 9. Tuy dừng chân khá sớm, nhưng sau chương trình Thùy Dương trở thành người mẫu được săn đón tại Việt Nam. Trong thời gian này, cô là cái tên được các tạp chí và nhà thiết kế ưu ái lựa chọn làm gương mặt cho các buổi chụp hình thời trang, điển hình như chụp hình cho poster quảng bá sự kiện Elle Fashion Show Thu Đông 2012-2013. Sang năm 2013, Thùy Dương vẫn tích cực hoạt động với nghề người mẫu. Cuối năm 2013, trang báo điện tử ngoisao.net vinh danh Top 5 người mẫu thế hệ mới nổi bật nhất năm bao gồm Thùy Dương, Tuyết Lan, Trang Khiếu, Hoàng Thùy, Minh Triệu, ngoài ra cô còn được xếp vào 10 chân dài hot nhất làng thời trang Việt 2013 do trang báo Vnexpress.net đánh giá. Sau khi đậu vòng tuyển chọn cho buổi thử vai, Thùy Dương vào vai chính trong bộ phim sitcom Tiệm bánh hoàng tử bé phần 2.
Trong năm 2014, cô phủ sóng trên các tạp chí lớn nhỏ trong nước, lên bìa kỉ niệm 4 năm số báo đầu tiên của ELLE phiên bản Việt Nam. Năm 2015, blacklist model (hội những người mẫu bị cấm diễn tại tuần lễ thời trang) bao gồm Thùy Dương và nhiều người mẫu khác. Cụm từ này gây tranh cãi kịch liệt và tạo nên làn sóng chỉ trích từ phía những người trong giới thời trang lúc đó. Tuy vậy Thùy Dương vẫn là người mẫu được các nhãn hàng săn đón, bằng chứng là cô lọt Top 3 đề cử tại lễ trao giải HER WORLD YOUNG WOMAN ACHIEVER 2016 cho hạng mục FASHION & STYLE (FASHION INFLUENCER). Đầu năm 2016, Thùy Dương là gương mặt được nhãn hàng Shiseido bình chọn là one hundred brightest stars in asia - 100 ngôi sao Châu Á sáng nhất và lựa chọn để sang Tokyo (Nhật Bản), buổi hoạt động này có cả những người thuộc các quốc gia khác nhau của Châu Á. Nối tiếp thành công, cô cùng người mẫu Hoàng Oanh là gương mặt ảnh bìa cho cuốn Artbook của nhiếp ảnh gia Dzung Yoko với tên gọi Day Dreamers - Những kẻ mộng mơ. Chưa dừng lại ở đó Thùy Dương, Cao Thiên Trang và Hằng Nguyễn quay Fashion Video quảng bá cho bộ sưu tập The Art Fair của thương hiệu IVY Moda. Tháng 10/2016, Thùy Dương lần thứ 5 liên tiếp góp mặt trong Model Directory của tạp chí Đẹp. Không lâu sau đó, Thùy Dương lên bìa cho sinh nhật lân thứ 6 của tạp chí ELLE Vietnam. Tháng 12/2016, Thùy Dương lên bìa L'Officiel lần thứ 2, cô là người mẫu thứ 4 làm được điều này sau Kha Mỹ Vân, Trang Khiếu và Kim Nhung.

### 2017 - 2019: quay trở lạiVietnam's Next Top Model Allstars
Năm 2017, cô đầu quân về công ty quản lí và đạo tạo người mẫu Nomad MGMT Vietnam-thương hiệu do siêu mẫu Coco Rocha đại diện. Theo như công bố chính thức, Thùy Dương là thí sinh cuối cùng trở lại cuộc thi Vietnam's Next Top Model 2017 Allstars  dù trước đó từng lọt vào blacklist model (hội những người mẫu bị BeU cấm diễn tuần lễ thời trang Việt Nam), cô cùng Cao Thiên Trang và Kikki Lê thành lập Team Sang. Tại đây, cô xuất sắc lập nên kỉ lục chưa từng có trong lịch sử cuộc thi Vietnam's Next Top Model khi 4 tuần liên tiếp được gọi tên ở vị trí thứ 3. Nhờ sự cố gắng suốt quá trinh thi đấu, Thùy Dương dành ngôi vị á quân chung cuộc với thành tích 3 lần đứng nhất tuần và chưa bao giờ rơi vào nhóm nguy hiểm. Sau thành công từ cuộc thi, cùng năm, cô và Cao Thiên Trang làm giám khảo tuyển chọn International Model Search - Nomad MGMT Vietnam.
Tại sự kiện thời trang vào năm 2018, Thùy Dương là gương mặt chụp hình cho Poster chương trình ELLE Fashion Journey. Cô còn là một trong những Beauty Blogger tham gia bình chọn sản phẩm làm đẹp, cụ thể là hạng mục Beauty Blogger's Choice trong khuôn khổ giải ELLE Beauty Awards 2018 .

### 2020 - nay: thử sức với vai trò huấn luyện viên và giám khảo chương trình
Tại tuần lễ thời trang quốc tế Việt Nam 2020, cô trở thành một trong bốn vị giám khảo của vòng tuyển chọn người mẫu bên cạnh Mâu Thủy, Quỳnh Anh, Hương Ly. Đầu năm 2021, Thùy Dương thay thế Tuyết Lan làm huấn luyện viên Model Kid Vietnam tại đêm chung kết của cuộc thi. Đến cuối năm, cô nhận lời làm huấn luyện viên chương trình The Next Face Vietnam mùa đầu tiên cùng hoa hậu H'Hen Niê và hoa hậu Lương Thùy Linh , bằng sự dẫn dắt của mình 2 thí sinh đội cô Thế Duy và Shinsa Phạm xuất sắc dành ngôi á quân chung cuộc.
Thùy Dương tiếp tục là thành viên tham gia bình chọn cho các mỹ phẩm, sản phẩm làm đẹp tốt nhất tại sự Elle Beauty Awards 2022.
Năm 2024, Thùy Dương sẽ là đại diện Việt Nam tại cuộc thi Supertalent of The World 2024 sẽ được tổ chức vào ngày 30 tháng 5 tại Seoul, Hàn Quốc.

## Thành tựu

### Cuộc thi
- Top 9 Vietnam's Next Top Model 2011
- Á quân Vietnam's Next Top Model 2017 Allstars [27]
- Top 7 Supertalent of The World 2024.

### Khác
- Thùy Dương đã từng góp mặt qua 3/4 tứ đại tạp chí Việt Nam
- Top 11 Photo Of The Year 2017 - RTV Games
- Top 5 người mẫu thế hệ mới nổi bật nhất 2013 - Ngoisao.net [6]
- Top 10 người mẫu xuất sắc nhất 2013 - VMBB Model [37]
- Năm 2016 Thùy Dương được Shiseido bình chọn là one hundred brightest stars in asia - 100 ngôi sao Châu Á sáng nhất và mời gặp mặt tại Tokyo (Nhật Bản) [15][16]

### Đề cử và giải thưởng

#### Her World Young Woman Achiever
Her World Young Woman Achiever là giải thưởng do tạp chí Her World Việt Nam và công ty TNHH Truyền Thông Hoa Mặt Trời tổ chức nhằm tôn vinh những phụ nữ Việt trẻ đã gặt hái được những thành tựu nhất định trong năm lĩnh vực Fashion & Style, Health & Beauty, Music, Film và Business.
| Lần | Năm  | Hạng mục                             | Kết quả | Ghi chú |
| --- | ---- | ------------------------------------ | ------- | ------- |
| 1   | 2016 | Fashion Influencer - Judges's Choice | Đề cử   | [ 14 ]  |
| 1   | 2016 | Fashion Influencer - Reader's Choice | Đề cử   | [ 14 ]  |

#### SR Fashion Awards
SR Fashion Awards là giải thưởng nhằm tôn vinh những cá nhân, thương hiệu thời trang nội địa (local brand) có nhiều nỗ lực và có đóng góp nổi bật trong ngành thời trang Việt Nam trong năm qua. Giải thưởng được bình chọn và đánh giá bao gồm 14 chuyên gia hoạt động trong lĩnh vực thời trang.
| Lần | Năm  | Hạng mục             | Kết quả      | Ghi chú |
| --- | ---- | -------------------- | ------------ | ------- |
| 1   | 2020 | Người mẫu nữ của năm | Đề cử        | [ 38 ]  |
| 2   | 2021 | Người mẫu nữ của năm | Chưa công bố | [ 39 ]  |

## Diễn xuất

### MV ca nhạc
- Những cô nàng xinh đẹp (2014) – Tiramisu
- Chú Cuội (2017) – Juun Đăng Dũng [40]

### Phim ảnh
- Mưa đầu mùa (2012) – vai Cẩm Hường [41]
- Đò dọc (2012) – vai bà mẹ [42]  – Tập 6
- Âm mưu giày gót nhọn (2013) – vai người mẫu
- Tiệm bánh hoàng tử bé 2 (2014) – vai Sao
- Gia đình vô địch (2015) – vai Như Ý
- Gái già lắm chiêu 1 (2016) – vai nữ y tá
- Chạy đi rồi tính (2017) - vai BTV Thuỳ Dương
- Gái già lắm chiêu 3 (2020) – vai hoa hậu tâm linh
- Gái già lắm chiêu 5 (2021) – vai nữ tu

## Người mẫu ảnh bìa

### Bìa sách, poster
Tại sự kiện thời trang cuối năm 2012 Elle Fashion Show Thu Đông, Thùy Dương may mắn là người mẫu được lựa chọn làm gương mặt quảng bá. Đến năm 2018, cô một lần nữa xuất hiện trên bìa poster của sự kiện này - Elle Fashion Journey
- Day Dreamers (2016) – Dzung Yoko

### Bìa tạp chí
Vào năm 2011, Thùy Dương đã có trang bìa đầu tiên của tạp chí Đẹp số 152. Xuyên suốt sự nghiệp, cô sở hữu cho mình 32 trang bìa trong các tạp chí lớn nhỏ, là một trong những người mẫu thuộc người mẫu thế hệ 9X sở hữu nhiều bìa tạp chí tại Việt Nam. Trong đó có đến 14 bìa thuộc tứ đại tạp chí Việt Nam (bốn tạp chí thời trang lớn nhất Việt Nam).
    : Tứ đại Tạp chí Việt Nam (Đẹp, Elle Vietnam, Harper's Bazaar Vietnam, L'Officiel Vietnam)
| Năm  | Tạp chí                 | Chủ đề                 | Tháng | Ref    |
| ---- | ----------------------- | ---------------------- | ----- | ------ |
| 2011 | Đẹp                     | Nguyên tố thứ 5        | 09    | [ 43 ] |
| 2011 | Đẹp                     | Đam mê                 | 10    |        |
| 2012 | Gentlemen Fashion       |                        | 01    |        |
| 2012 | Đẹp                     | Vẻ đẹp viển đông       | 02    | [ 44 ] |
| 2012 | Cẩm nang mua sắm        | Ấn tượng tháng 3       | 03    |        |
| 2012 | RSVP                    |                        | 04    | [ 25 ] |
| 2012 | Aviation                | Innovation Trendsetter | 05    | [ 44 ] |
| 2012 | Đẹp                     | Animal Instincts       | 06    | [ 43 ] |
| 2012 | The legend of the dream |                        | 08    | [ 25 ] |
| 2012 | Tiếp thị & Gia đình     | Wedding                | 08    | [ 25 ] |
| 2012 | Đẹp                     | Model Directory 2012   | 10    | [ 45 ] |
| 2012 | Heritage Fashion        |                        | 10    |        |
| 2012 | FAME                    | Joys To The World      | 12    | [ 25 ] |
| 2013 | Heritage Fashion        |                        | 01    |        |
| 2013 | Heritage Fashion        | Happy New Year         | 01-02 | [ 44 ] |
| 2013 | Đẹp                     | Model Directory 2013   | 10    | [ 46 ] |
| 2013 | FAME                    |                        | 10    |        |
| 2013 | F Magazine              | Style Icons            | 11    | [ 44 ] |
| 2014 | Her World               | Mùa yêu                | 02    | [ 44 ] |
| 2014 | FAME                    | The International      | 03    | [ 25 ] |
| 2014 | Đẹp                     | Model Directory 2014   | 09    | [ 47 ] |
| 2014 | Marry                   | Garden of love         | 09    |        |
| 2014 | RSVP                    | Where is the love?     | 10    |        |
| 2014 | Elle Vietnam            | 4th Anniversary        | 11    | [ 9 ]  |
| 2015 | Her World               | Own Your Power         | 03    | [ 44 ] |
| 2015 | Her World               | Fall Trend             | 09    |        |
| 2015 | Đẹp                     | Model Directory 2015   | 10    | [ 48 ] |
| 2015 | L'Officiel Vietnam      | Sweet December         | 12    | [ 44 ] |
| 2016 | Đẹp                     | Model Directory 2016   | 10    | [ 49 ] |
| 2016 | ELLE Vietnam            | The Young Brilliant    | 11    | [ 18 ] |
| 2016 | L'Officiel Vietnam      | Christmas Wonderland   | 12    | [ 25 ] |
| 2017 | Đẹp                     |                        | 12    | [ 50 ] |

## Show diễn tiêu biểu
Thùy Dương bắt đầu trình diễn thời trang vào khoảng thời gian 2010. 
| Năm  | Vị trí           | Bộ sưu tập              | Khuôn khổ                                   | Nhà thiết kế/ Brand | Ref    |
| ---- | ---------------- | ----------------------- | ------------------------------------------- | ------------------- | ------ |
| 2012 | First Face/ Open |                         | Thời trang và đam mê                        | Diệu Anh            |        |
| 2012 | First Face/ Open | No.5                    | Thời trang và đam mê                        | Công Trí            |        |
| 2012 | First Face/ Open |                         | Thời trang và đam mê                        | Adrian Anh tuấn     |        |
| 2012 | First Face/ Open |                         | Thời trang và đam mê                        | Li Lam              |        |
| 2012 | Vedette/ Close   |                         | Thời trang và đam mê                        | Anna Võ             | [ 51 ] |
| 2013 | First Face/ Open |                         | Thời trang và đam mê                        | Trường Duy          |        |
| 2013 | First Face/ Open |                         | ELLE Fashion Show                           | Rue Des Chats       | [ 52 ] |
| 2013 | First Face/ Open |                         | Tuần lễ thời trang                          | Minh Hạnh           |        |
| 2013 | First Face/ Open |                         | Tuần lễ thời trang                          | Vũ Việt Hà          |        |
| 2013 | Vedette/ Close   |                         | Thời trang và đam mê                        | Trần Nguyên Huy     |        |
| 2014 | First Face/ Open |                         | Thời trang và nhân vật                      | The Blue Tshirt     |        |
| 2014 | First Face/ Open |                         | ELLE Fashion Show                           | Rue Des Chats       | [ 53 ] |
| 2014 | First Face/ Open |                         | ELLE Fashion Show                           | Võ Công Khanh       | [ 54 ] |
| 2014 | First Face/ Open |                         | Tuần lễ thời trang                          | Somarta             | [ 55 ] |
| 2014 | Vedette/ Close   |                         | ELLE Fashion Show                           | Rue Des Chats       | [ 53 ] |
| 2015 | First Face/ Open | Bộ sưu tập Xuân Hè 2015 | Thời trang và nhân vật                      | Lâm Gia Khang       | [ 56 ] |
| 2015 | First Face/ Open | Magnolia                | Đẹp Fashion Runway                          | Adrian Anh Tuấn     |        |
| 2016 | First Face/ Open |                         | ELLE Fashion Show                           | Giao Linh           |        |
| 2016 | First Face/ Open |                         | ELLE Fashion Show                           | Nuchsuda            |        |
| 2016 | Vedette/ Close   |                         | Thời trang và nhân vật                      | Pop Birdy           |        |
| 2017 | First Face/ Open | Jardin De Roses         | Thời trang xuân hè                          | Rue Des Chats       |        |
| 2017 | Vedette/ Close   |                         | Triển lãm EuroSphere                        | Thủy Nguyễn         |        |
| 2018 | First Face/ Open | Revival                 | IVY Moda Fashion Show                       | IVY Moda            |        |
| 2018 | First Face/ Open |                         | ELLE Fashion Show                           | Vinn Patararin      | [ 57 ] |
| 2019 | Vedette/ Close   |                         | Thời Trang Thu Đông                         | Charlies & Keith    | [ 58 ] |
| 2020 | First Face/ Open | Lạc Lối Giữa Thành Thị  | Vietnam Runway Fashion Week                 | Trương Thanh Long   |        |
| 2020 | First Face/ Open | Hàng Trống Trong Tôi    | Aquafina Vietnam International Fashion Week | Tùng Chinh          | [ 59 ] |
| 2020 | Vedette/ Close   |                         | Style-Repblik                               | Accent Concept      |        |
| 2021 | First Face/ Open | Sillage                 | Aquafina Vietnam International Fashion Week | Ivan Trần           | [ 60 ] |
| 2021 | Vedette/ Close   | New Horizon             | Aquafina Vietnam International Fashion Week | Hoàng Quyên         | [ 61 ] |
| 2021 | Vedette/ Close   |                         | Vietnam International Fashion Festival      | Võ Công Khanh       |        |
| 2021 | Vedette/ Close   |                         | Vietnam International Fashion Festival      | Devon               |        |
| 2021 | Vedette/ Close   |                         | Vietnam International Fashion Festival      | Vương Khang         |        |
| 2021 | Vedette/ Close   |                         | Tiktok FashUP                               | Ivan trần           | [ 62 ] |

## Chương trình truyền hình
| Năm  | Chương trình                                   | Vai trò         | Phát sóng               | Ref    |
| ---- | ---------------------------------------------- | --------------- | ----------------------- | ------ |
| 2011 | Vietnam's Next Top Model 2011 (Mùa 2)          | Thí sinh        | VTV3                    |        |
| 2012 | Sao 24/7                                       | Khách mời       | YanTV                   |        |
| 2014 | Hot Blogger Style                              | Khách mời       | VTC4                    |        |
| 2015 | Thời trang và nhân vật (Tập 111)               | Khách mời       | HTV7                    |        |
| 2017 | Vietnam's Next Top Model 2017 Allstars (Mùa 8) | Thí sinh        | VTV3                    | [ 22 ] |
| 2017 | Kỳ Tài Thách Đấu (Tập 14)                      | Khách mời       | HTV7                    | [ 63 ] |
| 2017 | Ơn giời cậu đây rồi (Mùa 4-Tập 1)              | Khách mời       | VTV3                    | [ 64 ] |
| 2018 | Phiên tòa tình yêu (Tập 14)                    | Khách mời       | HTV2                    | [ 65 ] |
| 2019 | Khi chàng vào bếp (Tập 14)                     | Khách mời       | HTV7                    | [ 66 ] |
| 2019 | Giọng Ca Bí Ẩn (Mùa 2-Tập 8)                   | Khách mời       | HTV7                    |        |
| 2020 | Bộ 3 Siêu Đẳng (Mùa 2)                         | Khách mời       | VTV3                    | [ 67 ] |
| 2021 | Tiktok FashUP (Mùa 1-Tập 3)                    | Khách mời       | Youtube                 | [ 68 ] |
| 2021 | Model Kid Vietnam 2021 (Mùa 1-Chung kết)       | Huấn luyện viên | Facebook Watch          | [ 33 ] |
| 2021 | The Next Face Vietnam 2021 (Mùa 1)             | Huấn luyện viên | Facebook Watch, Youtube | [ 35 ] |
| 2022 | Sức sống Việt Nam (Tập 7)                      | Khách mời       | HTV7                    | [ 69 ] |